# 徐桂 (萬曆進士)
徐桂（1551年—1605年），字子芳，號茂吾，浙江杭州府餘杭縣民籍，南直隶蘇州府長洲縣人，明朝官员。

## 生平
徐桂生於嘉靖三十年（1551年）三月初四日。有潔癖，精通茶道，能明辨茶之真假。浙江鄉試第二十名，萬曆五年（1577年）丁丑科會試第四十五名，登三甲第十六名進士。任江西袁州府（今宜春）推官。恃才自放，後丟官，隐居余杭。與馮夢禎、屠隆為同榜進士，經常扁舟往來。萬曆三十三年（1605年）去世。有《徐茂吾詩集》十三卷。

## 家族
曾祖徐鏞；祖父徐巖；父徐國華，曾任府通判。前母褚氏；前母姚氏；母水氏。慈侍下。兄徐桐（贡士）。弟徐楩